# Adonisea krempfi
Adonisea krempfi är en fjärilsart som beskrevs av Charles Boursin 1940. Adonisea krempfi ingår i släktet Adonisea och familjen nattflyn. Inga underarter finns listade i Catalogue of Life.